# Echidna amblyodon
Echidna amblyodon är en fiskart som först beskrevs av Bleeker, 1856.  Echidna amblyodon ingår i släktet Echidna och familjen Muraenidae. Inga underarter finns listade i Catalogue of Life.